# Sun Hung Kai Centre
Sun Hung Kai Centre (en chino 新鴻基中心) es un rascacielos situado en Wan Chai, Isla de Hong Kong, Hong Kong. Tiene 214,5 metros de altura y 56 plantas. Originalmente el edificio tenía 51 plantas pero en 1991 se añadieron cinco más. Es la sede corporativa de Sun Hung Kai Properties.

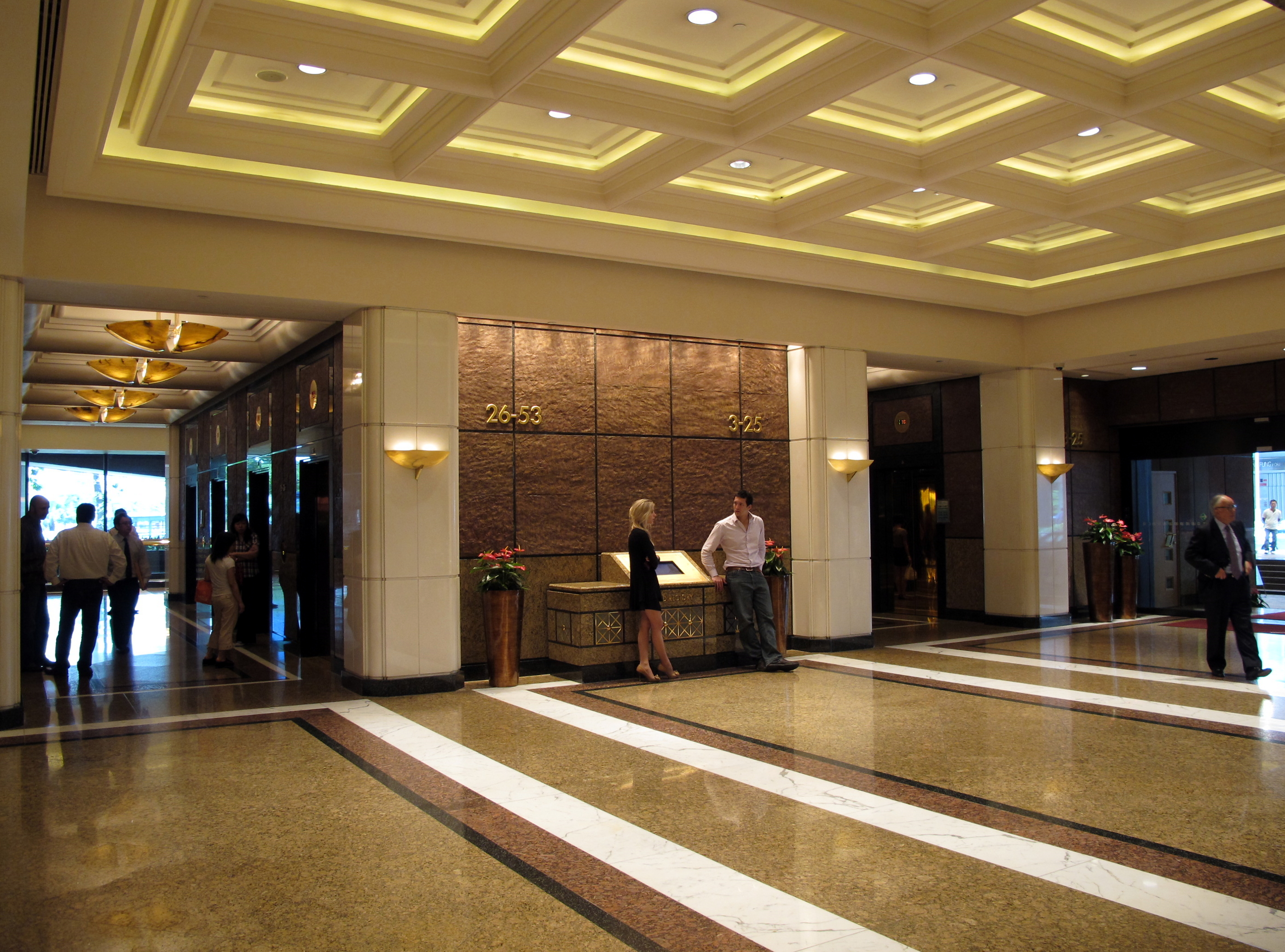
Vestíbulo del SHK Centre.